# Ölzijt, Övörchangaj
Ölzijt (mongoliska: Өлзийт Сум, Өлзийт, Ölzijt Sum) är ett distrikt i Mongoliet.   Det ligger i provinsen Övörchangaj, i den centrala delen av landet, 300 km sydväst om huvudstaden Ulaanbaatar.